# Kongress der Union Internationaler Fortschrittlicher Künstler

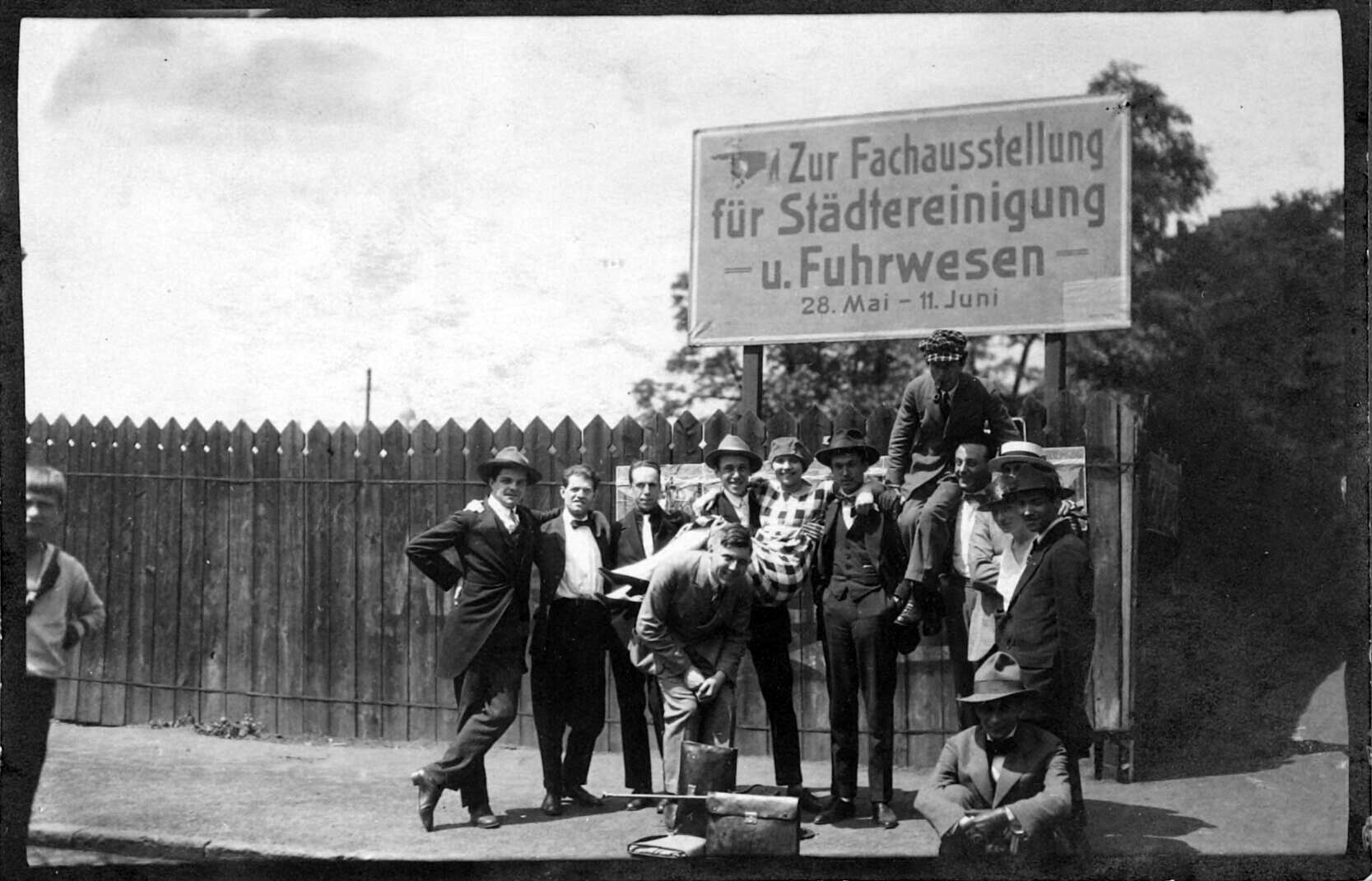
Teilnehmer am ersten internationalen Kongress fortschrittlicher Künstler.

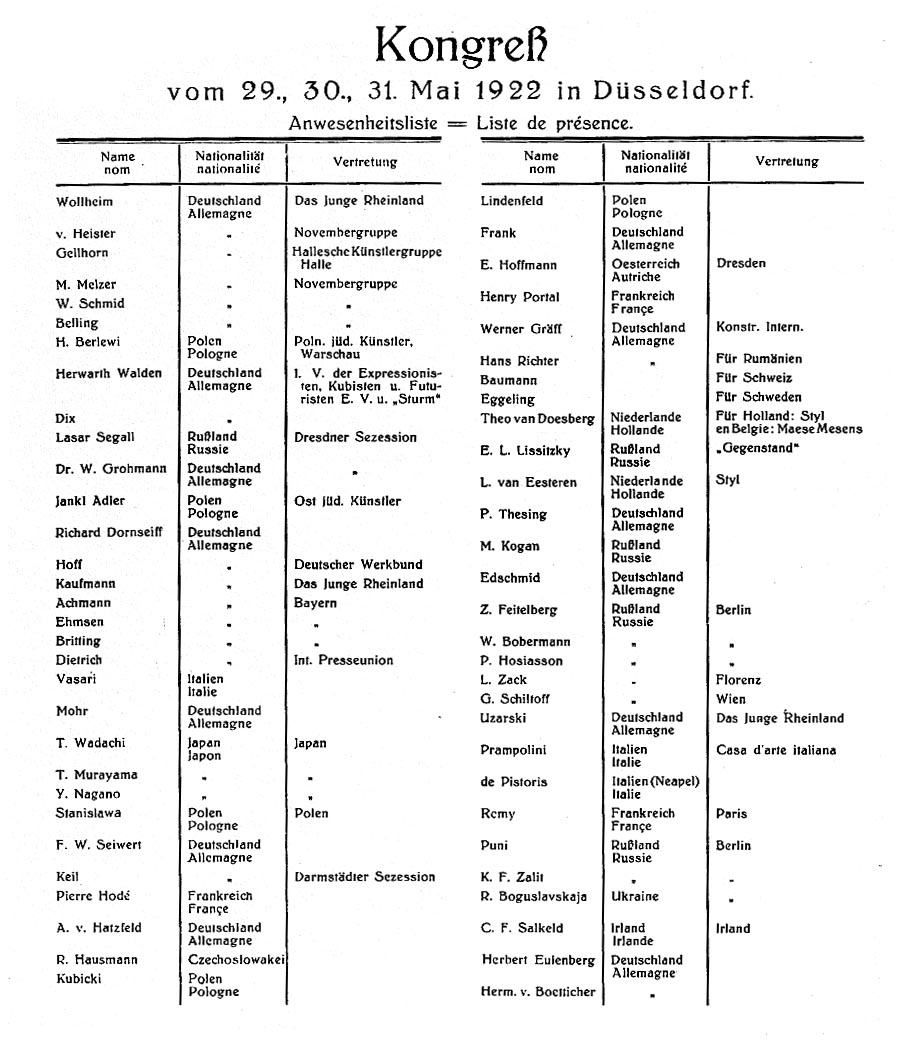
Anwesenheitsliste des Kongress der Union Internationaler Fortschrittlicher Künstler

Der erste Kongress der Union internationaler fortschrittlicher Künstler wurde von der Künstlervereinigung Das Junge Rheinland organisiert und fand vom 29. bis 31. Mai 1922 in Düsseldorf statt. Zu den Teilnehmern gehörten die Berliner Novembergruppe, die Darmstädter Sezession, die Dresdner Sezession Gruppe 1919, die Hallesche Künstlergruppe, der Deutsche Werkbund, Herwarth Walden von der Zeitschrift Der Sturm sowie Vertreter der italienischen Futuristen und der russischen Konstruktivisten. Ziel des Kongresses war es, eine Union zur Durchsetzung gemeinsamer Interessen zu bilden. Es kam jedoch zu heftigen Meinungsverschiedenheiten und die Anliegen des Kongresses wurden nicht erreicht.

## Geschichte

### Kartell der fortschrittlichen Künstlervereinigungen Deutschlands
Bereits im Januar 1922 hatte der Vorstand der Künstlervereinigung Das Junge Rheinland die Vorstände fortschrittlicher Künstlergruppen kontaktiert und den Zusammenschluss der Sezessionen in einem Kartell der fortschrittlichen Künstlervereinigungen Deutschlands vorgeschlagen. Damit sollten die Anliegen der modernen Kunst auf nationaler Ebene in Ausstellungen, bei Publikationen und in den staatlichen Gremien besser durchgesetzt werden können. Am 11. und 12. März 1922 fand ein Treffen von Vertretern des Jungen Rheinland, der Dresdner Sezession Gruppe 1919 und der Novembergruppe in Weimar statt. Für das Junge Rheinland nahmen Arthur Kaufmann, Adolf Uzarski und Gert Wollheim teil. Von der Dresdner Sezession Gruppe 1919 waren Otto Lange, Constantin von Mitschke-Collande, Otto Krischer und Will Grohmann anwesend.
Das an diesem Vorkongress unterzeichnete Gründungsmanifest des Kartells fortschrittlicher Künstler Deutschlands forderte im Rahmen einer „Union der internationalen fortschrittlichen Künstler“ auch die Zusammenarbeit der internationalen Künstler, die Herausgabe einer internationalen Zeitschrift und die Ausrichtung einer dauernden, internationalen Ausstellung. Ende März wurden die Einladungen zu der vom Jungen Rheinland bereits vorher geplanten Ersten Internationalen Kunstausstellung verschickt. Diese Ausstellung, an der sich rund 340 Maler aus 19 verschiedenen Ländern beteiligten, fand vom 28. Mai bis 3. Juli 1922 im vierten Geschoss des Warenhaus Tietz in Düsseldorf statt. Gleichzeitig mit der Einladung wurde zur Teilnahme am Kongress der fortschrittlichen Künstler und zum Beitritt zur „Union internationaler fortschrittlicher Künstler“ aufgerufen.
Dem Kartell der fortschrittlichen Künstlervereinigungen schlossen sich weitere Künstlervereinigungen wie Die Schaffenden an. Als Publikationsorgan wurde die Zeitschrift „Das Junge Rheinland“ unter dem erweiterten Titel „Das Junge Rheinland – Novembergruppe – Dresdner Sezession“ genutzt. Die Beiträge der einzelnen Gruppen erschienen in Eigenregie. Die erste gemeinsame Ausgabe erschien am 1. Mai 1922 (Heftnummer 7) und die zweite gemeinsame Ausgabe im Juli 1922 (Doppelnummer 9 und 10).

### Kongress der Union internationaler fortschrittlicher Künstler
Der Kongress der Union internationaler fortschrittlicher Künstler fand vom 29. bis 31. Mai in Düsseldorf statt. Regierungspräsident Walther Grützner hatte hierzu den Plenarsaal des Düsseldorfer Regierungsgebäudes zur Verfügung gestellt. Am Kongress nahmen Vertreter der Berliner Novembergruppe, der Darmstädter Sezession, der Dresdner Sezession Gruppe 1919, der Halleschen Künstlergruppe, des Deutschen Werkbundes, Herwarth Walden als Vertreter der Zeitschrift Der Sturm, Vertreter der italienischen Futuristen und der russischen Konstruktivisten, mit László Péri ein Vertreter aus Ungarn, Franzosen, Iren, Österreicher, Polen, Rumänen, Niederländer und sogar Japaner teil.
Als Wortführer der einzelnen Gruppen traten Will Grohmann für die Dresdner Sezession Gruppe 1919, Theo van Doesburg für De Stijl, El Lissitzky für die Russen, Gert Heinrich Wollheim für Das Junge Rheinland, Tristan Rémy für Frankreich, Jankel Adler für Polen und Xenia Boguslawskaja für Russland auf.
Am zweiten Kongresstag wurde das zweite, nachfolgende Manifest der „Union internationaler fortschrittlicher Künstler“ verlesen, das die Union als praktisch und wirtschaftlich orientierte Interessengemeinschaft darstellte, die sich der Beurteilung von künstlerischen Fragen enthalten wolle. Es kam zu heftigen Meinungsverschiedenheiten. In der Folge verließen van Doesburg vom De Stijl, El Lissitzky von den Konstruktivisten, Raoul Hausmann und Hans Richter von den Dadaisten sowie Stanislaw Kubicki, Otto Freundlich und Franz Wilhelm Seiwert den Saal.
Am dritten Tag wurden noch organisatorische und finanzielle Fragen erörtert. Der von den verbleibenden Teilnehmern geäußerte Wunsch einer organisatorischen und kommerziell ausgerichteten Gemeinschaft ließ sich aber ebenfalls nicht realisieren.
Der Kongress war Auslöser des im September 1922 in Weimar abgehaltenen Internationalen Kongresses der Konstruktivisten und Dadaisten.